# ダンプ・ヒップ・バンプ くたばれ野郎ども
『ダンプ・ヒップ・バンプ くたばれ野郎ども』（だんぷ・ひっぷ・ばんぷ くたばれやろうども）は、1969年に日本で公開された映画。

## スタッフ
- 監督：帯盛迪彦
- 脚本：高橋二三
- 原作：森哲郎
- 撮影：喜多崎晃
- 音楽：伊部晴美

## キャスト
- ダンプ：津山由紀子
- ヒップ：南美川洋子
- バンプ：渥美マリ
- ゲップ：水木正子
- トップ：八代順子
- 森社長：森川信
- 木戸支配人：毒蝮三太夫
- 坂本政子：山東昭子
- 猪熊伝八郎：吉田義夫
- 犬神鉄三：千波丈太郎
- 小泉：大泉滉
- チョンボの達：須間一露
- ゲバ棒の平太：田畑俊二
- 浪花のサブ：丘さと志
- 山形署長：殿山泰司
- 中岡：藤村有弘
- フランケンシュタイン：谷謙一
- 狼男：三夏伸
- お岩さん：甲斐弘子

| スタブアイコン | サブスタブ | この項目は、まだ閲覧者の調べものの参照としては役立たない、映画に関連した書きかけの項目です。この項目を加筆・訂正などしてくださる協力者を求めています（P:映画/PJ:映画）。 |